# Venacalva virga
Venacalva virga är en tvåvingeart som beskrevs av Ian David Whittington 2003. Venacalva virga ingår i släktet Venacalva och familjen bredmunsflugor.
Artens utbredningsområde är Togo. Inga underarter finns listade i Catalogue of Life.